# مصفاة رويس
24°06′23″N 52°43′40″E / 24.106288°N 52.727833°E
مصفاة الرويس مصفاة بترول تُشغل من قبل شركة بترول أبوظبي الوطنية (أدنوك) تقع على ساحل الخليج العربي، على بعد حوالي 245 كيلومترًا غرب مدينة أبوظبي. يمكنها معالجة ما يقرب من مليون برميل من النفط الخام والمكثفات يومياً. مما يجعلها رابع أكبر مصفاة نفط في موقع واحد في العالم والأكبر في الشرق الأوسط. تقع المصفاة في مدينة الرويس بالمنطقة الغربية لإمارة أبوظبي. وتعمل بالشراكة مع مصانع أدنوك الأخرى في منطقة الرويس الصناعية - مثل مصنع بروج 3 للبتروكيماويات.

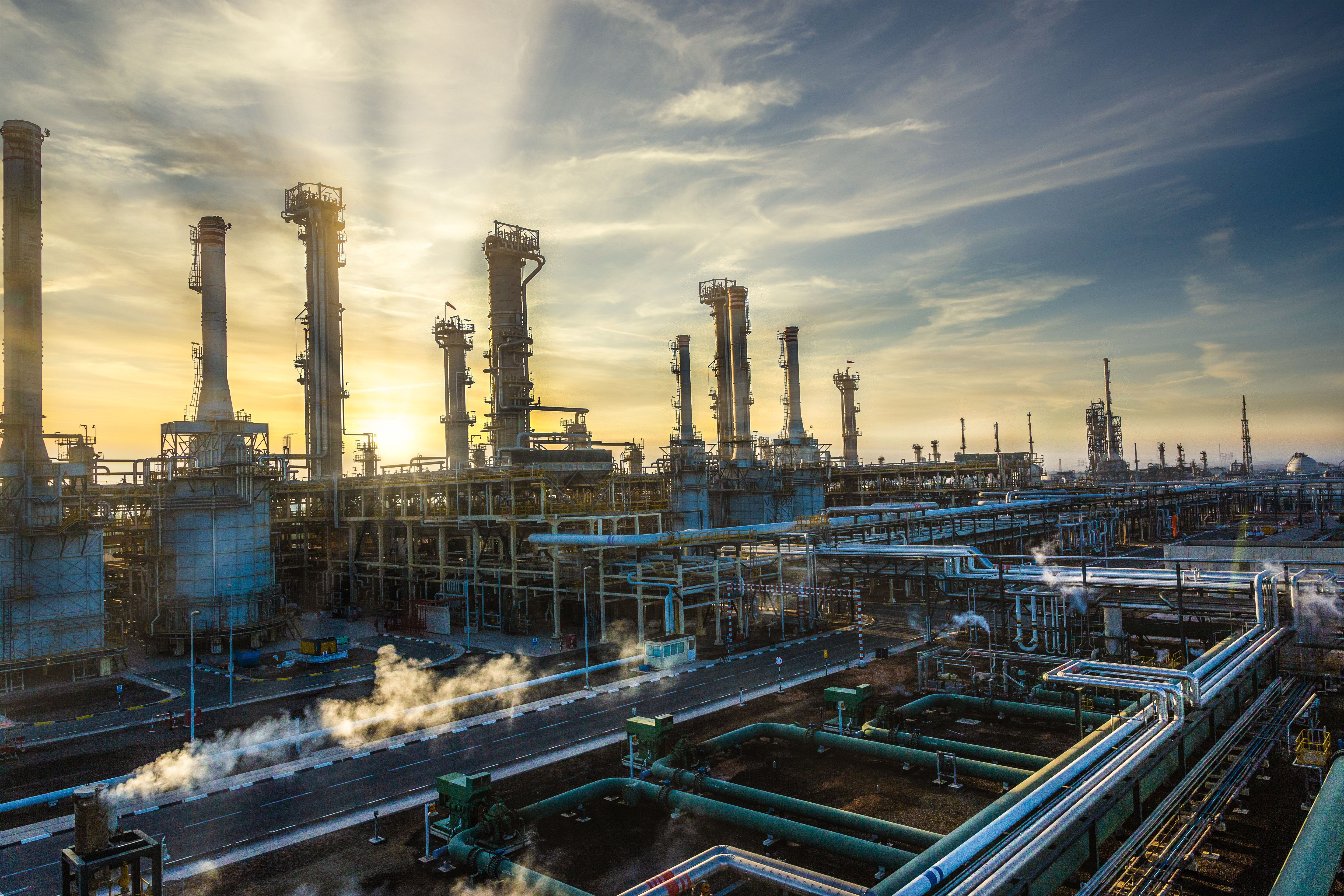
مصفاة الرويس

تتكون مصفاة الرويس من مجمعين: مصفاة الرويس- شرق، ومصفاة الرويس- غرب. افتتحت مصفاة الرويس- شرق من قبل الشيخ زايد بن سلطان آل نهيان عام 1982. ويمكنها تكرير ما يقارب 140000 برميل من النفط الخام في اليوم الواحد، و 280000 برميل من المكثفات. تشمل المواد المنتجة الغاز النفطي المسال، والبنزين الخالي من الرصاص، والديزل، والنفتا، ووقود الطائرات، والزيوت الأساسية من المجموعة الثالثة، وزيت الوقود. على مدى العقود اللاحقة نما الموقع في السعة والتعقيد ليشمل مصنع التكسير الهيدروجيني (1985) ومصنع المكثفات (2000) ومصنع البنزين (2006) ومصنع الديزل الأخضر (2011) ومصنع الزيت الأساسي (2016). اليوم يُعرف المجمع محليًا باسم مصفاة الرويس الشرقية. تبلغ قدرتها على المعالجة 420 ألف برميل يوميًا منها 140 ألف برميل يوميًا من النفط الخام و280 ألف برميل يوميًا من المكثفات.
قاموا بتشغيل مصفاة الرويس- غرب في عام 2014. وتم تصميم المجمع الذي تبلغ تكلفته 12 مليار دولار لتكرير 417000 برميل في اليوم وهو مجهز بأحدث المرافق. وتشمل المصفاة واحدة من أكبر الوحدات للتكسير المميع في العالم، ووحدة أسود الكربون وفحم الكوك. تشمل المواد المُنتجة وقود النقل، وأسود الكربون، وفحم الكوك بدرجة الأنود، والبروبيلين. حيث توفر مصفاة الرويس 40 % من فحم الكوك المكلس الذي تستخدمه شركة «الإمارات العالمية للألمنيوم»، وقد تم تحميل حوالي 170 ألف طن من زيت الوقود مباشر التقطير من الرويس وقد وصلت أحجام تصدير زيت الوقود إلى أعلى مستوياتها في حوالي عام ونصف العام.ويتم استخدام التكنولوجيا الحديثة لتقليل إنبعاث ثانى إكسيد الكربون وذلك حفاظاً على البيئة.
وتدير المصفاة أيضًا محطة المرافق العامة والتي تزود المنطقة الصناعية في الرويس بالطاقة والمياه ومنشأتين لحماية البيئة لمعالجة والتخلص من النفايات الصناعية بأمان.
في عام 2019 دخلت شركتا الطاقة الأوروبيتان إيني وأومف في اتفاقية شراكة مع شركة أدنوك للتكرير. وتمتلك هاتان الشركتان على التوالي 20% و15% من مصفاة الرويس بموجب المشروع المشترك بينما تمتلك أدنوك النسبة المتبقية البالغة 65%.

## المشاريع القادمة
يوجد في المصفاة أربعة أرصفة للسفن ومناطق متعددة للرسو للسماح للعديد من سفن الشحن الكبيرة والصغيرة بالتحميل في وقت واحد. أكملت مصفاة الرويس أهم تحول في تاريخها خلال النصف الأول من عام 2020، ويجري العمل على العديد من مشاريع التطوير طويلة المدى، بما في ذلك توسيع نطاق وحجم النفط الخام الذي يتم تكريره.
ويجري العمل حالياً على تنويع أنواع النفط الخام الذي يتم تكريره في الرويس. وبمجرد اكتماله في عام 2022 فإن مشروع مرونة النفط الخام الذي تبلغ قيمته 3.5 مليار دولار سيمنح شركة أدنوك للتكرير القدرة على معالجة 420 ألف برميل يوميًا من الدرجات مثل زاكوم العلوي - وأكثر من 50 درجة أخرى - لزيادة القيمة.